# Karbocisztein
A karbocisztein (INN: carbocisteine) szabályozza a nyák- és köpettermelést, elősegíti a sérült hörgőnyálkahártya regenerációját. Csökkenti a hörgőváladék viszkozitását, elfolyósítja a köpetet, így javul a légzés.
A VIII. Magyar Gyógyszerkönyvben  Carbocisteinum     néven hivatalos.  

## Farmakokinetikai tulajdonságok
A karbocisztein gyorsan és csaknem teljesen felszívódik a gyomor-, béltraktusból.
A plazma csúcskoncentrációt az adagolás után 2 óra múlva éri el.
Csaknem teljes mértékben a vesén keresztül ürül ki, változatlanul, karbocisztein formájában, legnagyobb részben az adagolást követő 24 órában.

## Készítmények
Mucopront  	(Kéri Pharma)
NeoCitran Expectorant köptető szirup
Rhinatiol köptető szirup